# 契克
契克，是印度北方邦和比哈爾邦的穆斯林社羣。他們也是印度政府認定的其他落後階層。

## 起源
契克宣稱他們是古萊什族阿拉伯人後裔，中世纪早期來到印度。他們傳統職業是屠宰和販賣羊肉，他們有另一分支卡沙卜，也是屠宰山羊和水牛為業。
一些北方邦卡沙布是蒙兀兒帝國時代恰馬爾種姓印度教徒改宗伊斯蘭教而來。

## 目前情況
契克主要涉及北方邦肉和皮的商業和貿易，在農村地區他們有自己養殖的綿羊和山羊。
契克是遜尼派穆斯林，實行嚴格種姓內婚制，並明顯偏愛近親間結婚。
比哈爾邦契克説的是印地語薩德里方言，全比哈爾邦也可找到他們，他們也是該邦分布最廣泛的穆斯林社羣。
他們今天仍從事販賣肉食，但許多人現在改換其他職業，如小額貿易。